# Kaligayam (Wedi)
Kaligayam is een bestuurslaag in het regentschap Klaten van de provincie Midden-Java, Indonesië. Kaligayam telt 2894 inwoners (volkstelling 2010).